# Talk (Unix)
Talk era un programma originariamente usato come instant messenger tra differenti utenti su di un singolo computer multi-utente che eseguiva il sistema operativo Unix. Nel 1983 talk venne introdotto come comando integrato nel sistema BSD v4.2 e permise la comunicazione tra utenti anche su diverse macchine.
L'interfaccia utente consisteva in un prompt a riga di comando suddiviso in diverse aree ognuna delle quali era assegnata ad un utente specifico. Questa configurazione non permetteva la visualizzazione dei messaggi nell'ordine in cui venivano scritti dai diversi utenti, funzionalità invece disponibile nel log delle conversazioni.
Successivamente furono introdotti ntalk e ytalk, quest'ultimo fu il primo software a permettere conversazioni tra più di due utenti.
Inoltre una caratteristica comune ai tre programmi fu la trasmissione immediata dei caratteri digitati che forniva agli utenti una maggiore sensazione di istantaneità della conversazione.